# João Tibiriçá Piratininga
João Tibiriçá Piratininga (Indaiatuba, 7 de agosto de 1829 — Nice, 1 de dezembro de 1888) foi um proprietário rural e político brasileiro. Conhecido por ser um dos maiores líderes republicanos da então Província de São Paulo.

## Vida
Frequentou os meios intelectuais da região de Itu e da cidade de São Paulo, tendo ali sido influenciado por ideais republicanos. Em 1870, com a publicação do Manifesto Republicano de 3 de dezembro, seu entusiasmo pelas ideias republicanas aumentou, levando-o a fundar, em 1871, o Clube Republicano de Itu, do qual foi eleito presidente.
A 18 de abril de 1873, na residência de Carlos Vasconcelos de Almeida Prado, em Itu, foi realizada a primeira convenção Republicana do Brasil, conhecida como a Convenção de Itu. Na ocasião estavam presentes delegados dos clubes republicanos de Campinas, Botucatu, Amparo, Jundiaí, Bragança Paulista, Constituição (depois Piracicaba), Jaú, Capivari, Itu, Itapetininga, Indaiatuba, Mogi Mirim, Itatiba, Sorocaba, Porto Feliz, Vila de Monte Mor, Tietê, São Paulo e Rio de Janeiro, num total de cento e trinta e quatro convencionais. Ali João Tibiriçá foi eleito presidente da Convenção e coube as funções de secretário a Américo Brasiliense de Almeida Melo.
Além de atividades políticas, Tibiriçá tembém foi um dos criadores do jornal A Província de São Paulo, onde publicou diversos estudos sobre geologia e agricultura. Em 15 de dezembro de 1887, na Grande Assembleia dos Agricultores da Província de São Paulo, propôs a emancipação imediata e incondicional dos escravos, algo considerado revolucionário naquela época, o que, mais uma vez, demonstrou o apego que o mesmo tinha pelas idéias de liberdade e republicanismo. Infelizmente, João Tibiriçá morreu sem ver instalada a República no Brasil.
A cidade de Indaiatuba, antes parte da cidade de Itu, e local onde João Tibiriçá nascera, perpetua sua memória com a criação da comenda “Medalha João Tibiriçá Piratininga” com a qual privilegia os seus filhos ilustres. Itu, por seu lado, perpetua sua memória mantendo no Museu Republicano de Itu um rico acervo sobre Tibiriça.
Em Itu situa-se o túmulo, doado pelo Jornal “A Província de São Paulo”, onde se lê a notícia conforme publicada em 2 de dezembro de 1888:
“Faleceu em Paris, o Sr. João Tibiriçá, um dos membros mais proeminentes do Partido Republicano Paulista e uma das inteligências mais esclarecidas da geração passada. Dele se pode dizer que era paulista dos antigos, paulista de velha têmpera. Não teve solução de continuidade a sua longa vida de cidadão exemplar e de chefe de família, que foi sempre apontada como modelo. Não se sabia curvar aquele caráter altivo, integérrimo; mas aquele brando coração sempre se moveu piedoso em presença de uma desgraça a socorrer, de um infortúnio a minorar. 
... a Província de São Paulo chora um dos seus filhos mais ilustres.
... à beira do túmulo que se abre para tragar esta personalidade gigantesca, este vulto verdadeiramente talhado à romana, descobrimo-nos :cheio de respeito e com o peito ralado de saudades. Que descanse em paz o grande lutador”.